# Löberöds församling
Löberöds församling var en församling i Frosta-Rönnebergs kontrakt i Lunds stift. Församlingen låg i Eslövs kommun i Skåne län och utgjorde ett eget pastorat. Församlingen uppgick 2022 i Eslövs församling.

## Administrativ historik
Församlingen bildades 2006 genom sammanslagning av Högseröds, Harlösa och Hammarlunda församlingar och församlingen utgjorde därefter ett eget pastorat. Församlingen uppgick 2022 i Eslövs församling.

## Kyrkor
- Högseröds kyrka
- Harlösa kyrka
- Hammarlunda kyrka